# Specklinia microphylla
Specklinia microphylla là một loài thực vật có hoa trong họ Lan. Loài này được (A.Rich. & Galeotti) Pridgeon & M.W.Chase mô tả khoa học đầu tiên năm 2001.